# Palm Beach Daily News
O Palm Beach Daily News é um jornal diário na Flórida, que serve a cidade de Palm Beach, no Condado de Palm Beach, no Sul da Flórida. Também é conhecido como "The Shiny Sheet" por causa de seu estoque pesado e liso de papel de jornal. Foi fundada em 1897 como o Lake Worth Daily News, e abrange os assuntos sociais dos moradores ricos da própria ilha de Palm Beach. Propriedade da Cox Enterprises, é uma publicação irmã do The Palm Beach Post desde 1948, quando o proprietário do jornal da Flórida John Perry, proprietário do The Post, também comprou o Daily News. Cox adquiriu todas as propriedades de Perry em Palm Beaches em 1969.

Em 31 de outubro de 2017, o Cox Media Group anunciou seus planos de vender o Palm Beach Daily News e o Palm Beach Post. Em 2018, foi anunciado que a GateHouse Media compraria os jornais por US$ 49,25 milhões, com o acordo fechado em maio.